# Museattivo Claudio Costa
Il Museattivo Claudio Costa è un museo della pittura e scultura ospitato nell'ex-ospedale psichiatrico di Quarto dei Mille, a Genova.

## Caratteristiche
Nato come museo all'interno dell'Istituto per le Materie e le Forme Inconsapevoli (I.M.F.I.) è stato rinominato a ricordo del suo ideatore - Claudio Costa - scomparso nel 1995. Una dei suoi tanti ispiratori è stata la psichiatra brasiliana Nise da Silveira.
Raccoglie un insieme di dipinti, opere in tecnica mista, sculture di artisti, alcuni di fama internazionale come lo stesso Claudio Costa, accostate ai lavori di degenti dell'ex-ospedale e di coloro che collaborarono nell'applicare l'arte come forma di appoggio terapeutico.
L'intero museo è considerato dalla critica come un'opera d'arte di Costa stesso, ferma restando la validità sia delle opere dei singoli autori (sono presenti, fra le altre, opere di Davide Mansueto Raggio, Aurelio Caminati, Edoardo Alfieri, Giannetto Fieschi, Emanuele Luzzati, Mauro Marcenaro, Enrico Bruno Novali), sia l'intero materiale utilizzato per studio psichiatrico.
Nel 2007 la biblioteca dell'ex ospedale, ancora attiva e frequentata soprattutto per libri di consultazione specialistica nel settore psichiatrico, è intitolata a Claudio Costa.

## Il giardino delle sculture
Dopo la morte di Costa, la scultura fu applicata in maniera più compiuta come tecnica di appoggio terapeutico, completando la parte interna già esistente del museo con una sezione esterna: il giardino delle Sculture, posizionato nei giardini dell'ex-ospedale e inaugurato il 23 aprile 1999. La sezione è collocata nel giardino della comunità terapeutica Michelini, sempre all'interno del perimetro dell'ex-ospedale.
La tecnica basata sulle opere scultoree dei malati psichici tendenzialmente aggressivi si fonda sul supporto teorico di partenza ideato dal britannico Sir Read, che approccia la trasformazione dell'aggressività attraverso un metodo di utilizzo dell'aggressività stessa in senso creativo.
L'iniziativa è stata organizzata sul piano strettamente tecnico e logistico da Gianfranco Vendemmiati mentre gli interventi nello specifico applicativo sono stati condotti dall'artista-psichiatra Margherita Levo Rosenberg(responsabile del settore connesso all'uso terapeutico dell'espressione ed applicazione artistica presso la locale A.U.S.L.) e dallo scultore Alfonso Gialdini. Parte delle impostazioni teoriche degli interventi derivano da elaborazione ed affinamento di concetti espressi da Arturo Martini, Sir Herbert Read, Émile-Antoine Bourdelle(allievo di Rodin).

## Struttura

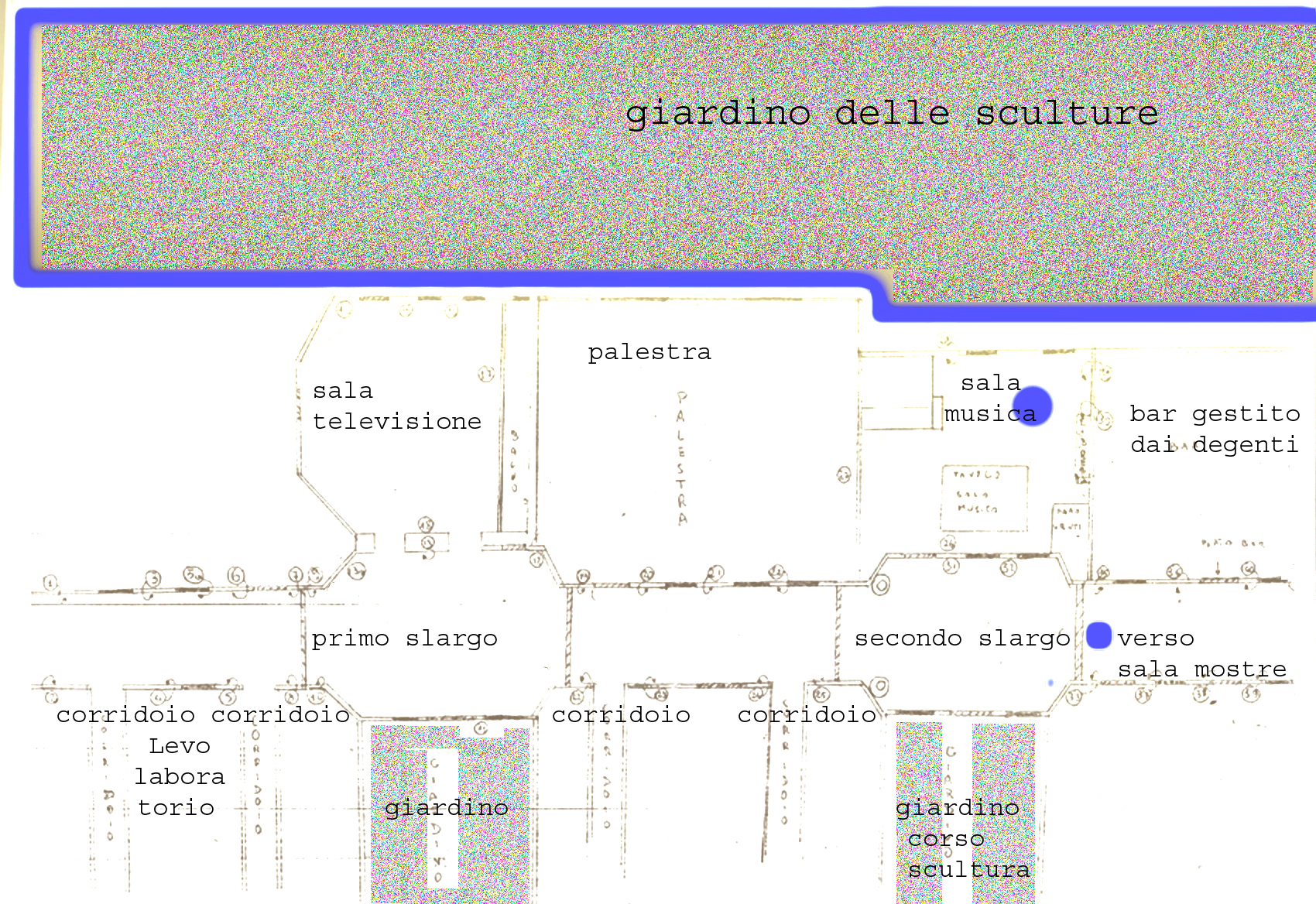
Pianta del museattivo

Nella pianta a fianco le parti colorate sono i giardini che circondano l'edificio. I due tondi blu indicano il tavolo delle riunioni, quello più grande nella "sala Musica", l'altro più in basso. Il portone interno di passaggio per il corridoio che portava al bar gestito dai pazienti e, andando avanti, alla sala mostre utilizzata sia per i degenti sia per gli artisti professionisti posizionata sulla sinistra, dalla quale sempre sulla sinistra si usciva nel "Giardino delle Sculture". Nel secondo giardino più piccolo in basso si tenevano i corsi di scultura mentre il "Giardino delle Sculture" con le opere permanentemente in mostra è rappresentato dalla fascia colorata al di sopra della mappa di interno uscendo dalla sala mostre. Adesso tutto il museo è spostato in uno degli edifici prospicienti al complesso terapeutico casa Michelini, mentre il Giardino delle Sculture è stato riposizionato nei diversi giardini di tale complesso; nell'ampio spazio dentro l'edificio fra i primi due corridoi, visualizzati in basso nella mappa, era sistemato il laboratorio arterapeutico della psichiatra artista Margherita Levo Rosenberg.

## Fondatori

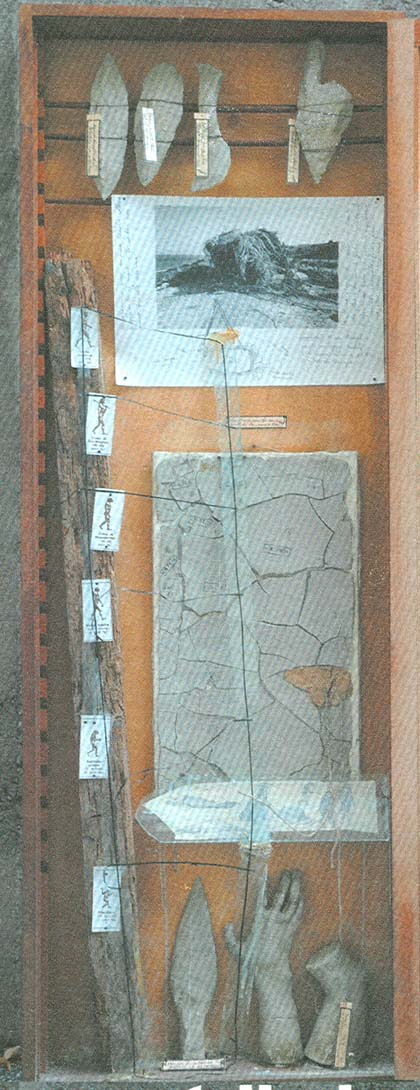
Per un inventario delle Culture

- Claudio Costa
- Luigi Maccioni
- Antonio Slavich
- Gianfranco Vendemiati
- Miriam Cristaldi

## Gli artisti che contribuirono

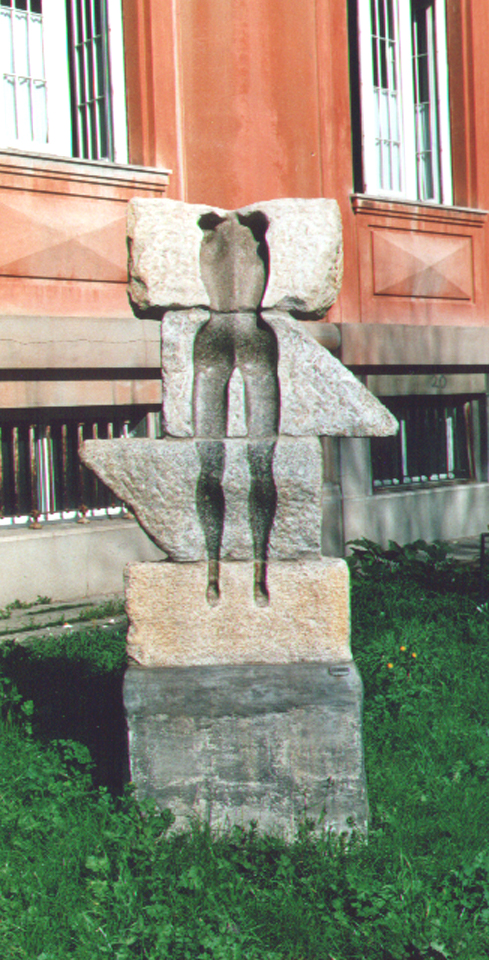
Scultura di Giorgio Asfodele

- Edoardo Alfieri
- Amadori
- Aratoli
- Francesco Arena
- Giorgio Asfodele
- Angelo Barone
- Bartolini
- Fabrizio Basso
- Liliana Bastia
- Krzysztof M. Bednarski
- Bernocchi
- Bernocco
- Enrica Bixio
- E. Boero
- Cea Boggiano
- Mario Bottinelli Montandon
- Antonino Bove
- Cafiero
- Campus
- Claudio Costa
- Giannetto Fieschi
- Aurelio Caminati
- Carrozzini
- Luisella Carretta
- Cavanna
- Ciani
- Piergiorgio Colombara
- Degli Abbati
- Degli Alberti
- De Mitri
- Roberto de Luca
- Guido De Marchi
- De Pascale
- Di Giusto
- Simonetta Fadda
- Fedi
- Gaietto
- Giuliano Galletta
- Gastini
- Mauro Ghiglione
- Alfonso M. Gialdini
- Gini
- Graziani
- Guerra
- Margherita Levo Rosenberg
- Marco Locci
- Susanna Lunini
- Nataly Maier
- Mann
- Mauro Marcenaro
- Martinengo
- Laura Mascardi
- Carlo Merello
- Plinio Mesciulam
- Pietro Millefiore
- Miriani
- Montanella
- Morelli
- Moretti
- Napoli
- Riri Negri
- Giancarlo Norese
- Enrico Bruno Novali
- Oberto
- Serena Olivari
- Ortolenghi
- Angela Emilia Pagli
- Sante Parodi
- Pastini
- Sandro Pastorino
- Sergio Pavone
- Maria Teresa Peschiera
- Polterrani
- Antonio Porcelli
- Pretolani
- Ragazzi
- Maura Rampone
- Davide Mansueto Raggio
- Anna Ramenghi
- Franco Repetto
- Luigi Maria Rigon
- Rossini
- Edoardo Sanguineti
- Sanvitale
- Scandiani
- Sciutto
- Raimondo Sirotti
- Antonella Spalluto
- Daniel Spoerri
- Augusto Squarciafichi
- Luigi Tola
- Torre
- Vittorio Valente
- Cesare Viel
- Rodolfo Vitone
- Luca Vitone